# John Hagel III
John Hagel (ou John Hagel III) est un auteur et ancien consultant qui est spécialisé dans l'interaction entre les stratégies d'entreprise et les technologies de l'information. En 2007, Hagel, John Seely Brown et Lang Davison, ont fondé le Centre de Deloitte pour l'innovation de pointe. Hagel est aussi impliqué dans plusieurs organisations, dont le Forum économique mondial, Innovation Exchange avec John Seely Brown et Henry Chesbrough, l'International Academy of Management, et l'Institut Aspen. Il est considéré comme l'inventeur du terme "infomédiation" dans son livre, Valeur sur le Net, avec Marc Singer, publié par Harvard Business School Press en 1999.

## Principales positions et rôles
- Co-Président du Centre de Deloitte pour l'innovation de pointe[3]
- l'Institut Aspen [4]
- Membre du conseil consultatif de l'innovation ouverte
- Fellow, Forum économique mondial[5]
- Icosystem - Conseil consultatif
- GrandCentral - Conseil consultatif
- NorthStar - Conseil consultatif
- Rearden Commerce - Conseil consultatif
- International Academy of Management - Conseiller

## Études, diplômes et récompenses
- MBA - Harvard Business School - 1978
- JD - Faculté de droit de Harvard - 1978
- B.Phil. - Université d'Oxford - 1974
- BA - Université Wesleyenne - 1972

## Publications
- John Hagel III, John Seely Brown : Lang Davison, The Power of Pull: How Small Moves, Smartly Made, Can Set Big Things In Motion, Basic Books 2010.  (ISBN 978-0-465-01935-9).
- John Hagel III, John Seely Brown, Comment World Of Warcraft fait la promotion de l'innovation; in: Willms Buhse/Ulrike Reinhard: Wenn Anzugträger auf Kapuzenpullis treffen (When Suits meet Hoodies), whois-Verlag 2009.  (ISBN 978-3-934013-98-8).
- John Hagel III, John Seely Brown, La seule démarche durable : Pourquoi les stratégies d'entreprise dépendent-elles de frictions productives et de spécialisations dynamiques, Harvard Business Review Press 2005.  (ISBN 978-1-59139-720-5).
- John Hagel III, John Seely Brown, Out of The Box: Stratégies pour atteindre les bénéfices aujourd'hui et demain, la croissance par le biais de services Web, Harvard Business Press 2002.  (ISBN 978-1-57851-680-3)
- John Hagel III, Marc Singer, Valeur sur le Net. Infomédiaires : Les nouveaux champions du web, Éditions d'Organisation 2000.  (ISBN 978-2708124271).
- John Hagel III, Arthur G. Armstrong, Bénéfices sur le Net, Éditions d'Organisation 1999.  (ISBN 978-2708117310).
- John Hagel III, Assessing the Criminal, Restitution, Retribution and the Legal Process, Ballinger Publishing 1977.  (ISBN 978-0-88410-785-9).
- John Hagel III, Alternative Energy Strategies: Constraints and Opportunities, Praeger 1976.